# Grappa

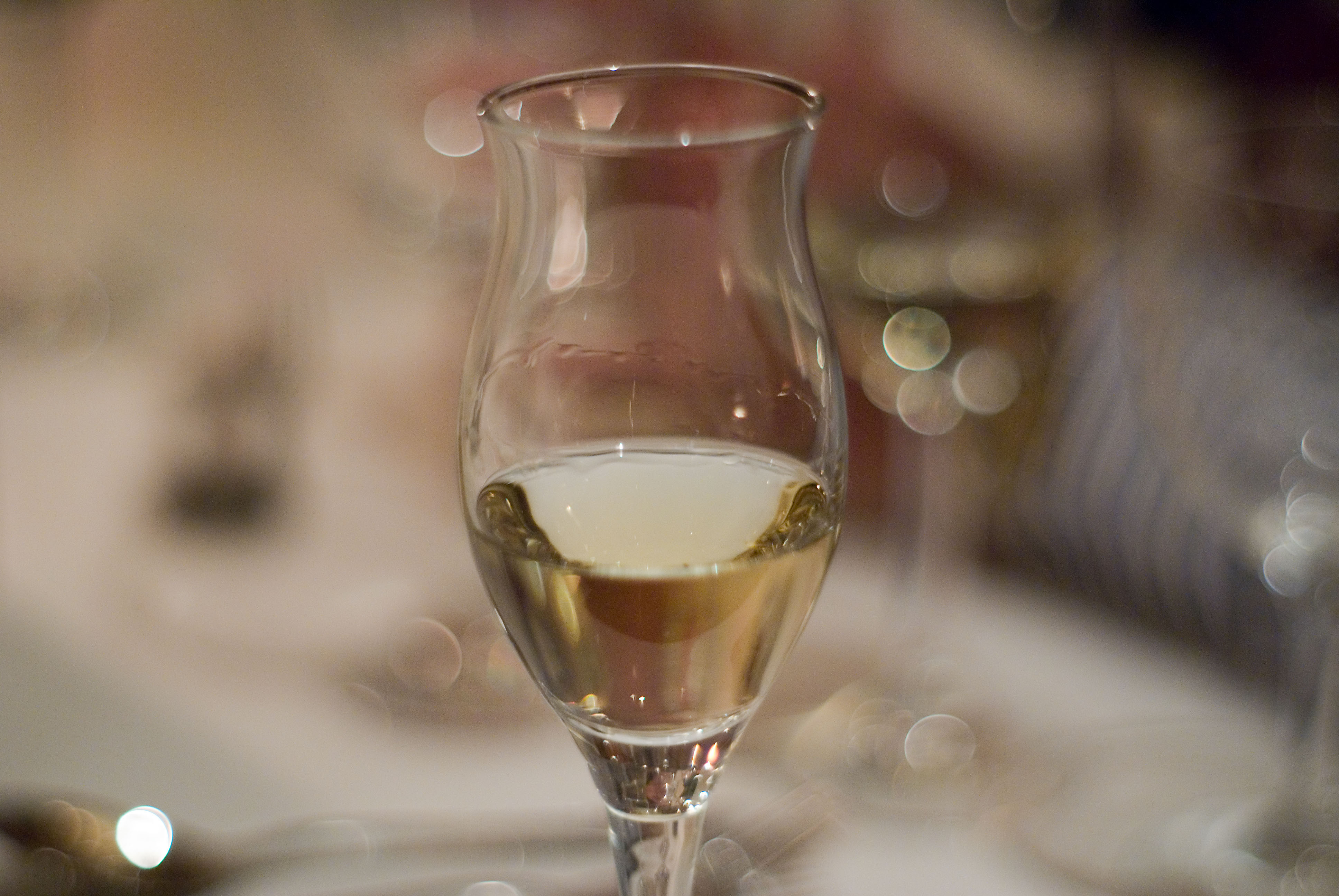
Copo com grappa.

A grappa ou graspa é uma bebida alcoólica de origem italiana. Tradicionalmente, é feita a partir de bagaço, um subproduto do processo de vinificação. Essa bebida já existe desde a Idade Média.
Possui entre 37,5% e 60% de álcool por volume e é semelhante ao cognac francês, ao orujo espanhol e à bagaceira portuguesa. A bebida é feita por destilação de resíduos de bagaço de uva (principalmente as cascas, mas também os engaços e sementes) e foi originalmente elaborada para evitar o desperdício, utilizando sobras no final da época vinícola. Seu sabor, assim como o do vinho, depende do tipo e qualidade da uva utilizada, bem como das especificidades do processo de destilação.
A grappa tem a particularidade de ser aromatizada por uma erva chamada arruda.

## Diferenças entre o Pisco e a Graspa
É similar ao pisco, com a diferença que a graspa é destilada do bagaço da uva, ao passo que o pisco é feito do mosto (ou suco). Em Caxias do Sul, a graspa é muitas vezes adicionada ao café, para ajudar a suportar o inverno.